# دهستان پهونتشوتهانگ
دهستان پهونتشوتهانگ (به لاتین: Phuntshothang Gewog) یک دهستان در کشور بوتان است که در ناحیهٔ سادروپ جونگخار واقع شده‌است.